# Никола Оташевић
Никола Оташевић (Ужице, 25. јануар 1982) бивши је српски кошаркаш, а садашњи кошаркашки тренер. Играо је на позицији плејмејкера. Тренутно предводи Студент из Бајине Баште.

## Каријера

### Клупска
Кошарком је почео да се бави 1991. године у кошаркашком клубу Плеј оф из Ужица, а деби у сениорској кошарци је имао у КК Ужице (данашња Слобода). Након Ужица, 2000. године у  прелази у екипу Беопетрола за коју је одиграо две сезоне. Уследиле су и две сезоне у нишком Ергоному, те по једна у Здрављу из Лесковца и ОКК Београду. Сезона 2006/07. донела му је први инострани ангажман и то у Анвилу из Влоцлавека са којим је тада освојио Куп Пољске. Најдуже је бранио боје подгоричке Будућности — чак четири сезоне и то у периоду од 2007. до 2011. године када је овај тим покупио све домаће трофеје. Сезону 2011/12. је провео у вршачком Хемофарму, а наредну је започео у редовима Слободе из родног Ужица. Ипак, већ у новембру 2012. прешао је у МЗТ из Скопља. Са македонским клубом освојио је дуплу круну 2013. године, а у финалу националног купа 2014. (које је МЗТ такође добио), Оташевић је доживео тежу повреду колена и на тај начин већ у фебруару принудно окончао сезону. У септембру 2014. потписао је за ваљевски Металац и са њима провео једну сезону. Током сезоне 2015/16. играо је за ужичку Слободу у Другој лиги Србије. У сезони 2016/17. био је играч Темишвара, а од сезоне 2017/18. поново је постао играч Слободе. Крај играчке каријере је објавио након завршетка сезоне 2018/19, а 30. јуна 2019. године у Спортској хали Велики парк у Ужицу је организовао опроштајну утакмицу на којој су играли његови многобројни саиграчи из каријере.

### Тренерска
По завршетку играчке каријере започео је тренерску. У мају 2020. постао је тренер најмлађих селекција клуба Плеј-оф, у коме је и поникао. У децембру 2021. преузео је позицију главног тренера у клубу Студент из Бајине Баште.

## Успеси

### Клупски
- Анвил Влоцлавек:
  - Куп Пољске (1): 2007.

- Будућност:
  - Првенство Црне Горе (4): 2007/08, 2008/09, 2009/10, 2010/11.
  - Куп Црне Горе (4): 2008, 2009, 2010, 2011.

- МЗТ Скопље:
  - Првенство Македоније (1): 2012/13.
  - Куп Македоније (2): 2013, 2014.